# Helena Valente
Helena Valente Duarte é uma ex-voleibolista brasileira que atuou no voleibol do Rio de Janeiro e pela Seleção Brasileira conquistou ouro em 1951 no primeiro Campeonato Sul-Americano de Voleibol Feminino e a medalha de bronze nos Jogos Pan-Americanos de 1955